# Puto calcitectus
Puto calcitectus är en insektsart som först beskrevs av Cockerell 1901.  Puto calcitectus ingår i släktet Puto och familjen ullsköldlöss. Inga underarter finns listade i Catalogue of Life.